# 两禁碑
两禁碑（禁赌碑、养生碑），位于江西省上饶市婺源县（旧属安徽省徽州府）清华镇洪村的八字形入口门坊，即洪村“长寿古里”题刻两边的墙上。镶嵌两方嘉庆十五年四月二十七日的村规民约，“宪永禁赌博”、“奉宪养生”。
两禁碑已列为婺源县文物保护单位。